# Lista sędziów Trybunału Konstytucyjnego (Portugalia)
Lista sędziów Trybunału Konstytucyjnego Portugalii – wykaz wszystkich sędziów Trybunału Konstytucyjnego w Portugalii uszeregowanych w porządku chronologicznym według kolejności objęcia urzędu.
Trybunał Konstytucyjny składa się z 13 sędziów, 10 wybranych przez Zgromadzenie Republiki, a 3 dokooptowywanych do składu sędziowskiego. Sędziowie wybierani są na 9-letnią kadencję bez możliwości jej powtórzenia. Rozpoczyna się ona od dnia złożenia ślubowania przed Prezydentem i trwa aż do złożenia przysięgi przez następcę. Początkowo kadencja sędziów trwała 6 lat, a ponowny wybór nie był zabroniony. Dopiero 4 nowelizacja konstytucji z 1997 roku wprowadziła zasadę 9-letniej kadencji bez możliwości ponownego wyboru.

## Lista
| Lp. | Sędzia                                              | Okres pełnienia funkcji sędziego | Okres pełnienia funkcji sędziego | Sposób wyboru           | Dodatkowe funkcje w okresie                                     | Uwagi       |
| Lp. | Sędzia                                              | od                               | do                               | Sposób wyboru           | Dodatkowe funkcje w okresie                                     | Uwagi       |
| --- | --------------------------------------------------- | -------------------------------- | -------------------------------- | ----------------------- | --------------------------------------------------------------- | ----------- |
| 1.  | Armando Manuel de Almeida Marques Guedes            | 6 kwietnia 1983                  | 2 sierpnia 1989                  | wybrany przez parlament | 1983-1989 – Przewodniczący TK                                   | [ 7 ] [ 8 ] |
| 2.  | José Maria Barbosa de Magalhães Godinho             | 6 kwietnia 1983                  | 2 sierpnia 1989                  | wybrany przez parlament | 1983-1989 – Wiceprzewodniczący TK                               | [ 7 ] [ 8 ] |
| 3.  | Antero Alves Monteiro Diniz                         | 6 kwietnia 1983                  | 2 sierpnia 1989                  | wybrany przez parlament |                                                                 | [ 7 ] [ 8 ] |
| 3.  | Antero Alves Monteiro Diniz                         | 2 sierpnia 1989                  | 7 października 1997              | wybrany przez parlament |                                                                 | [ 7 ] [ 8 ] |
| 4.  | Joaquim Costa Aroso                                 | 6 kwietnia 1983                  | 24 sierpnia 1984                 | wybrany przez parlament |                                                                 | [ 7 ] [ 8 ] |
| 5.  | Joaquim Jorge de Pinho Campinos                     | 6 kwietnia 1983                  | 12 sierpnia 1985                 | wybrany przez parlament |                                                                 | [ 7 ] [ 8 ] |
| 6.  | José Joaquim Martins da Fonseca                     | 6 kwietnia 1983                  | 30 października 1989             | dokooptowany            |                                                                 | [ 7 ] [ 8 ] |
| 7.  | José Manuel Moreira Cardoso da Costa                | 6 kwietnia 1983                  | 2 sierpnia 1989                  | wybrany przez parlament |                                                                 | [ 7 ] [ 8 ] |
| 7.  | José Manuel Moreira Cardoso da Costa                | 2 sierpnia 1989                  | 11 marca 1998                    | wybrany przez parlament | 1989-1998 – Przewodniczący TK                                   | [ 7 ] [ 8 ] |
| 7.  | José Manuel Moreira Cardoso da Costa                | 16 marca 1998                    | 23 kwietnia 2003                 | dokooptowany            | 1998-2003 – Przewodniczący TK                                   | [ 7 ] [ 8 ] |
| 8.  | Luís Manuel César Nunes de Almeida                  | 6 kwietnia 1983                  | 2 sierpnia 1989                  | wybrany przez parlament |                                                                 | [ 7 ] [ 8 ] |
| 8.  | Luís Manuel César Nunes de Almeida                  | 2 sierpnia 1989                  | 11 marca 1998                    | wybrany przez parlament | 1989-1998 – Wiceprzewodniczący TK                               | [ 7 ] [ 8 ] |
| 8.  | Luís Manuel César Nunes de Almeida                  | 16 marca 1998                    | 6 września 2004                  | dokooptowany            | 1998-2003 – Wiceprzewodniczący TK 2003-2004 – Przewodniczący TK | [ 7 ] [ 8 ] |
| 9.  | Mário Augusto Fernandes Afonso                      | 6 kwietnia 1983                  | 2 lutego 1988                    | dokooptowany            |                                                                 | [ 7 ] [ 8 ] |
| 10. | Mário de Brito                                      | 6 kwietnia 1983                  | 30 października 1989             | dokooptowany            |                                                                 | [ 7 ] [ 8 ] |
| 10. | Mário de Brito                                      | 30 października 1989             | 2 czerwca 1993                   | dokooptowany            |                                                                 | [ 7 ] [ 8 ] |
| 11. | Messias José Caldeira Bento                         | 6 kwietnia 1983                  | 2 sierpnia 1989                  | wybrany przez parlament |                                                                 | [ 7 ] [ 8 ] |
| 11. | Messias José Caldeira Bento                         | 2 sierpnia 1989                  | 11 marca 1998                    | wybrany przez parlament |                                                                 | [ 7 ] [ 8 ] |
| 11. | Messias José Caldeira Bento                         | 11 marca 1998                    | 11 sierpnia 2001                 | wybrany przez parlament |                                                                 | [ 7 ] [ 8 ] |
| 12. | Raul Domingos Mateus da Silva                       | 6 kwietnia 1983                  | 2 sierpnia 1989                  | wybrany przez parlament |                                                                 | [ 7 ] [ 8 ] |
| 13. | Vital Martins Moreira                               | 6 kwietnia 1983                  | 2 sierpnia 1989                  | wybrany przez parlament |                                                                 | [ 7 ] [ 8 ] |
| 14. | António Luís Correia da Costa Mesquita              | 15 lutego 1985                   | 26 sierpnia 1986                 | wybrany przez parlament |                                                                 | [ 7 ] [ 8 ] |
| 15. | António Manuel de Carvalho Ferreira Vitorino        | 2 sierpnia 1989                  | 10 marca 1994                    | wybrany przez parlament |                                                                 | [ 7 ] [ 8 ] |
| 16. | Armindo António Lopes Ribeiro Mendes                | 2 sierpnia 1989                  | 11 marca 1998                    | wybrany przez parlament |                                                                 | [ 7 ] [ 8 ] |
| 17. | José Manuel de Sepúlveda Bravo Serra                | 2 sierpnia 1989                  | 11 marca 1998                    | wybrany przez parlament |                                                                 | [ 7 ] [ 8 ] |
| 17. | José Manuel de Sepúlveda Bravo Serra                | 11 marca 1998                    | 4 kwietnia 2007                  | wybrany przez parlament |                                                                 | [ 7 ] [ 8 ] |
| 18. | José Inácio Clímaco de Sousa e Brito                | 2 sierpnia 1989                  | 11 marca 1998                    | wybrany przez parlament |                                                                 | [ 7 ] [ 8 ] |
| 18. | José Inácio Clímaco de Sousa e Brito                | 11 marca 1998                    | 9 grudnia 2002                   | wybrany przez parlament |                                                                 | [ 7 ] [ 8 ] |
| 19. | Maria da Assunção Andrade Esteves                   | 2 sierpnia 1989                  | 11 marca 1998                    | wybrana przez parlament |                                                                 | [ 7 ] [ 8 ] |
| 20. | Vítor Manuel Neves Nunes de Almeida                 | 2 sierpnia 1989                  | 11 marca 1998                    | wybrany przez parlament |                                                                 | [ 7 ] [ 8 ] |
| 20. | Vítor Manuel Neves Nunes de Almeida                 | 11 marca 1998                    | 11 września 2001                 | wybrany przez parlament |                                                                 | [ 7 ] [ 8 ] |
| 21. | Alberto Manuel Portal Tavares da Costa              | 30 października 1989             | 13 marca 1998                    | dokooptowany            |                                                                 | [ 7 ] [ 8 ] |
| 21. | Alberto Manuel Portal Tavares da Costa              | 16 marca 1998                    | 26 września 2003                 | dokooptowany            |                                                                 | [ 7 ] [ 8 ] |
| 22. | Fernando Alves Correia                              | 30 października 1989             | 13 marca 1998                    | dokooptowany            |                                                                 | [ 7 ] [ 8 ] |
| 23. | Guilherme Frederico Dias Pereira da Fonseca         | 4 listopada 1993                 | 4 marca 1998                     | dokooptowany            |                                                                 | [ 7 ] [ 8 ] |
| 23. | Guilherme Frederico Dias Pereira da Fonseca         | 11 marca 1998                    | 9 grudnia 2002                   | wybrany przez parlament |                                                                 | [ 7 ] [ 8 ] |
| 24. | Maria Fernanda dos Santos Martins Palma Pereira     | 18 maja 1994                     | 4 marca 1998                     | wybrana przez parlament |                                                                 | [ 7 ] [ 8 ] |
| 24. | Maria Fernanda dos Santos Martins Palma Pereira     | 11 marca 1998                    | 4 kwietnia 2007                  | wybrana przez parlament |                                                                 | [ 7 ] [ 8 ] |
| 25. | Artur Joaquim de Faria Maurício                     | 11 marca 1998                    | 4 kwietnia 2007                  | wybrany przez parlament | 2004-2007 – Przewodniczący TK                                   | [ 7 ] [ 8 ] |
| 26. | Maria Helena Barros de Brito                        | 11 marca 1998                    | 4 kwietnia 2007                  | wybrana przez parlament |                                                                 | [ 7 ] [ 8 ] |
| 27. | Maria dos Prazeres Couceiro Pizarro Beleza          | 11 marca 1998                    | 4 kwietnia 2007                  | wybrana przez parlament |                                                                 | [ 7 ] [ 8 ] |
| 28. | Paulo Cardoso Correia da Mota Pinto                 | 11 marca 1998                    | 4 kwietnia 2007                  | wybrany przez parlament |                                                                 | [ 7 ] [ 8 ] |
| 29. | Benjamim Silva Rodrigues                            | 9 grudnia 2002                   | 28 czerwca 2010                  | wybrany przez parlament |                                                                 | [ 7 ] [ 8 ] |
| 30. | Carlos José Belo Pamplona de Oliveira               | 9 grudnia 2002                   | 12 lipca 2012                    | wybrany przez parlament |                                                                 | [ 7 ] [ 8 ] |
| 31. | Gil Manuel Gonçalves Gomes Galvão                   | 9 grudnia 2002                   | 12 lipca 2012                    | wybrany przez parlament | 2007-2012 – Wiceprzewodniczący TK                               | [ 7 ] [ 8 ] |
| 32. | Mário José de Araújo Torres                         | 9 grudnia 2002                   | 31 sierpnia 2009                 | wybrany przez parlament |                                                                 | [ 7 ] [ 8 ] |
| 33. | Rui Manuel Gens de Moura Ramos                      | 2 kwietnia 2003                  | 1 października 2012              | dokooptowany            | 2003-2007 – Wiceprzewodniczący TK 2007-2012 – Przewodniczący TK | [ 7 ] [ 8 ] |
| 34. | Vítor Manuel Gonçalves Gomes                        | 5 grudnia 2003                   | 20 czerwca 2013                  | dokooptowany            |                                                                 | [ 7 ] [ 8 ] |
| 35. | Maria João da Silva Baila Madeira Antunes           | 21 października 2004             | 6 marca 2014                     | dokooptowana            |                                                                 | [ 7 ] [ 8 ] |
| 36. | Ana Maria Guerra Martins                            | 4 kwietnia 2007                  | 22 lipca 2016                    | wybrana przez parlament |                                                                 | [ 7 ] [ 8 ] |
| 37. | Carlos Alberto Fernandes Cadilha                    | 4 kwietnia 2007                  | 22 lipca 2016                    | wybrany przez parlament |                                                                 | [ 7 ] [ 8 ] |
| 38. | João Eduardo Cura Mariano Esteves                   | 4 kwietnia 2007                  | 22 lipca 2016                    | wybrany przez parlament |                                                                 | [ 7 ] [ 8 ] |
| 39. | José Manuel Cardoso Borges Soeiro                   | 4 kwietnia 2007                  | 30 listopada 2011                | wybrany przez parlament |                                                                 | [ 7 ] [ 8 ] |
| 40. | Maria Lúcia da Conceição Abrantes Amaral            | 4 kwietnia 2007                  | 22 lipca 2016                    | wybrana przez parlament | 2012-2016 – Wiceprzewodnicząca TK                               | [ 7 ] [ 8 ] |
| 41. | Rui Carlos Pereira                                  | 4 kwietnia 2007                  | 17 maja 2007                     | wybrany przez parlament |                                                                 | [ 7 ] [ 8 ] |
| 42. | Joaquim José Coelho de Sousa Ribeiro                | 13 lipca 2007                    | 22 lipca 2016                    | wybrany przez parlament | 2012-2016 – Przewodniczący TK                                   | [ 7 ] [ 8 ] |
| 43. | Catarina Teresa Rola Sarmento e Castro              | 4 lutego 2010                    | 2 kwietnia 2019                  | wybrana przez parlament |                                                                 | [ 7 ] [ 8 ] |
| 44. | José da Cunha Barbosa                               | 4 lutego 2010                    | 12 czerwca 2015                  | wybrany przez parlament |                                                                 | [ 7 ] [ 8 ] |
| 45. | Fernando Vaz Ventura                                | 12 lipca 2012                    | 12 października 2021             | wybrany przez parlament |                                                                 | [ 7 ] [ 8 ] |
| 46. | Maria de Fátima Mata-Mouros de Aragão Soares Homem  | 12 lipca 2012                    | 12 października 2021             | wybrana przez parlament |                                                                 | [ 7 ] [ 8 ] |
| 47. | Maria José Reis Rangel de Mesquita                  | 12 lipca 2012                    | 12 października 2021             | wybrana przez parlament |                                                                 | [ 7 ] [ 8 ] |
| 48. | Pedro Manuel Pena Chancerelle de Machete            | 1 października 2012              | nadal                            | dokooptowany            | od 2021 – Wiceprzewodniczący TK                                 | [ 7 ] [ 9 ] |
| 49. | Lino José Baptista Rodrigues Ribeiro                | 20 czerwca 2013                  | nadal                            | dokooptowany            |                                                                 | [ 7 ] [ 9 ] |
| 50. | João Pedro Barrosa Caupers                          | 14 marca 2014                    | nadal                            | dokooptowany            | 2016-2021 – Wiceprzewodniczący TK od 2021 – Przewodniczący TK   | [ 7 ] [ 9 ] |
| 51. | José António Pires Teles Pereira                    | 9 lipca 2015                     | nadal                            | wybrany przez parlament |                                                                 | [ 7 ] [ 9 ] |
| 52. | Manuel da Costa Andrade                             | 22 lipca 2016                    | 15 lutego 2021                   | wybrany przez parlament | 2016-2021 – Przewodniczący TK                                   | [ 7 ] [ 8 ] |
| 53. | Claudio Ramos Monteiro                              | 22 lipca 2016                    | 16 stycznia 2020                 | wybrany przez parlament |                                                                 | [ 7 ] [ 8 ] |
| 54. | Gonçalo Manoel de Vilhena de Almeida Ribeiro        | 22 lipca 2016                    | nadal                            | wybrany przez parlament |                                                                 | [ 7 ] [ 9 ] |
| 55. | Joana Maria Rebelo Fernandes Costa                  | 22 lipca 2016                    | nadal                            | wybrana przez parlament |                                                                 | [ 7 ] [ 9 ] |
| 56. | Maria Clara Pereira de Sousa de Santiago Sottomayor | 22 lipca 2016                    | 25 lipca 2019                    | wybrana przez parlament |                                                                 | [ 7 ] [ 8 ] |
| 57. | Mariana Rodrigues Canotilho                         | 2 kwietnia 2019                  | nadal                            | wybrana przez parlament |                                                                 | [ 7 ] [ 9 ] |
| 58. | José João Abrantes                                  | 14 lipca 2020                    | nadal                            | wybrany przez parlament |                                                                 | [ 7 ] [ 9 ] |
| 59. | Maria da Assunção Pinhal Raimundo                   | 14 lipca 2020                    | nadal                            | wybrana przez parlament |                                                                 | [ 7 ] [ 9 ] |
| 60. | Afonso Nunes de Figueiredo Patrão                   | 14 października 2021             | nadal                            | wybrany przez parlament |                                                                 | [ 7 ] [ 9 ] |
| 61. | António José da Ascensão Ramos                      | 14 października 2021             | nadal                            | wybrany przez parlament |                                                                 | [ 7 ] [ 9 ] |
| 62. | José Eduardo de Oliveira Figueiredo Dias            | 14 października 2021             | nadal                            | wybrany przez parlament |                                                                 | [ 7 ] [ 9 ] |
| 63. | Maria Benedita Malaquias Pires Urbanov              | 14 października 2021             | nadal                            | wybrana przez parlament |                                                                 | [ 7 ] [ 9 ] |